# Крістофер Каволі
Крі́стофер Дже́рард Каво́лі (англ. Christopher Gerard Cavoli) — генерал армії Сполучених Штатів, голова Європейського командування Збройних Сил США і Верховний головнокомандувач Об'єднаних збройних сил НАТО в Європі від 1 липня 2022 року. Колишній командувач армії США в Європі й Африці (жовтень 2020 — червень 2022), генерал-командувач армії США в Європі (січень 2018 — вересень 2020)
Призначений у піхоту з Корпусу підготовки офіцерів запасу, Каволі служив на війні в Афганістані і командував бригадою 1-ї бронетанкової дивізії, 7-ї армії Об'єднаного багатонаціонального тренувального командування і 25-ї піхотної дивізії, перш ніж перейняти командування USAREUR у січні 2008 року.
2022 року Північноатлантична рада затвердила його кандидатуру на посаду Верховного головнокомандувача союзних військ НАТО в Європі.